# Mont Gaussier
Le mont Gaussier est un sommet des Alpilles situé dans la commune de Saint-Rémy-de-Provence, au sud de la ville. Aujourd'hui, lieu de passage de nombreux randonneurs qui le parcourent par le GR6, le mont Gaussier a été très tôt utilisé comme habitat par des populations protohistoriques, avant de voir à son sommet un château médiéval, aujourd'hui disparu.

## Géologie
Le mont Gaussier est constitué de calcaire cristallin, blanc et dur. On trouve dans le sol la trace de nombreux fossiles. Ce genre de sommet est caractéristique des Alpilles, particulièrement sur la face nord.

## Histoire
Les premières traces d'habitation sur le mont Gaussier sont anciennes. En 1996, on a découvert au sommet et sur les pentes au moins trois sites d'habitat datés de la Protohistoire et de l'Antiquité tardive. C'est ce que laisse apparaître l'étude de moellons, de tuiles, de céramique et de tessons d'amphore trouvés sur les lieux. De plus, l'assise d'un mur a été identifiée au sommet lors de la même prospection.

### Antiquité

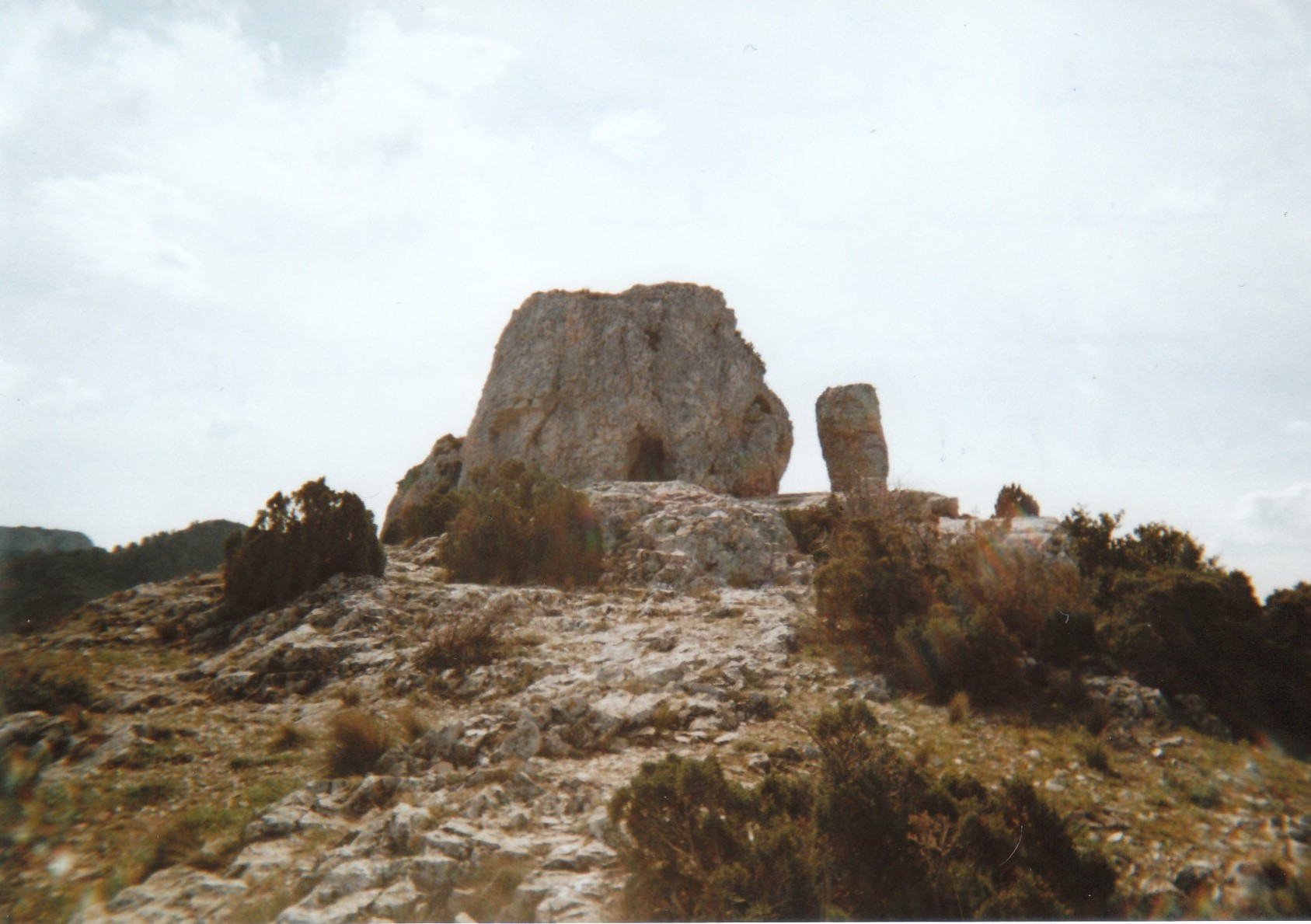
Sommet du mont Gaussier.

L'essentiel de l'activité humaine de l'Antiquité au mont Gaussier s'est néanmoins concentré au pied de celui-ci, puisque c'est à cet endroit qu'a été construite la ville salyenne de Glanum. Des recherches menées en 1996 et 1997 ont révélé que « les restes bien conservés d'un rempart protohistorique doté de tours ont été en plusieurs endroits dégagés, en particulier sur les crêtes qui dominent au nord-est et au sud-ouest le vallon Saint-Clerg et au pied du mont Gaussier. » Le système de rempart qui ceignait la ville aux Ier et IIe siècles av. J.-C. s'appuyait sur les falaises du mont Gaussier. qui le bordent sur une centaine de mètres. On estime aussi que le mont Gaussier, du fait de sa situation, pouvait servir d'acropole en raison de son plateau cerné de falaises et que son accès depuis Glanum était rendu possible par un étroit couloir.
Si, selon l'archéologue Henri Rolland, quelques familles ont occupé le défilé des Alpilles, sur les pentes du mont Gaussier, entre le premier Âge du Fer et la fin de l'Antiquité, mais aussi au Haut-Moyen Âge, seuls le pied et le sommet du mont étaient occupés dans les siècles suivants, notamment au Ve et VIe siècles. C'est là qu'une partie des habitants de Glanum élisent domicile à la suite de l'enlisement des ruines de la ville antique dans les alluvions de la montagne.

### Moyen Âge
Le mont Gaussier, comme Glanum, alors en ruine, et Saint-Rémy-de-Provence, appartient à l'église d'Avignon à la fin du IXe siècle dans un comté de Provence au pouvoir du comte Thibert.

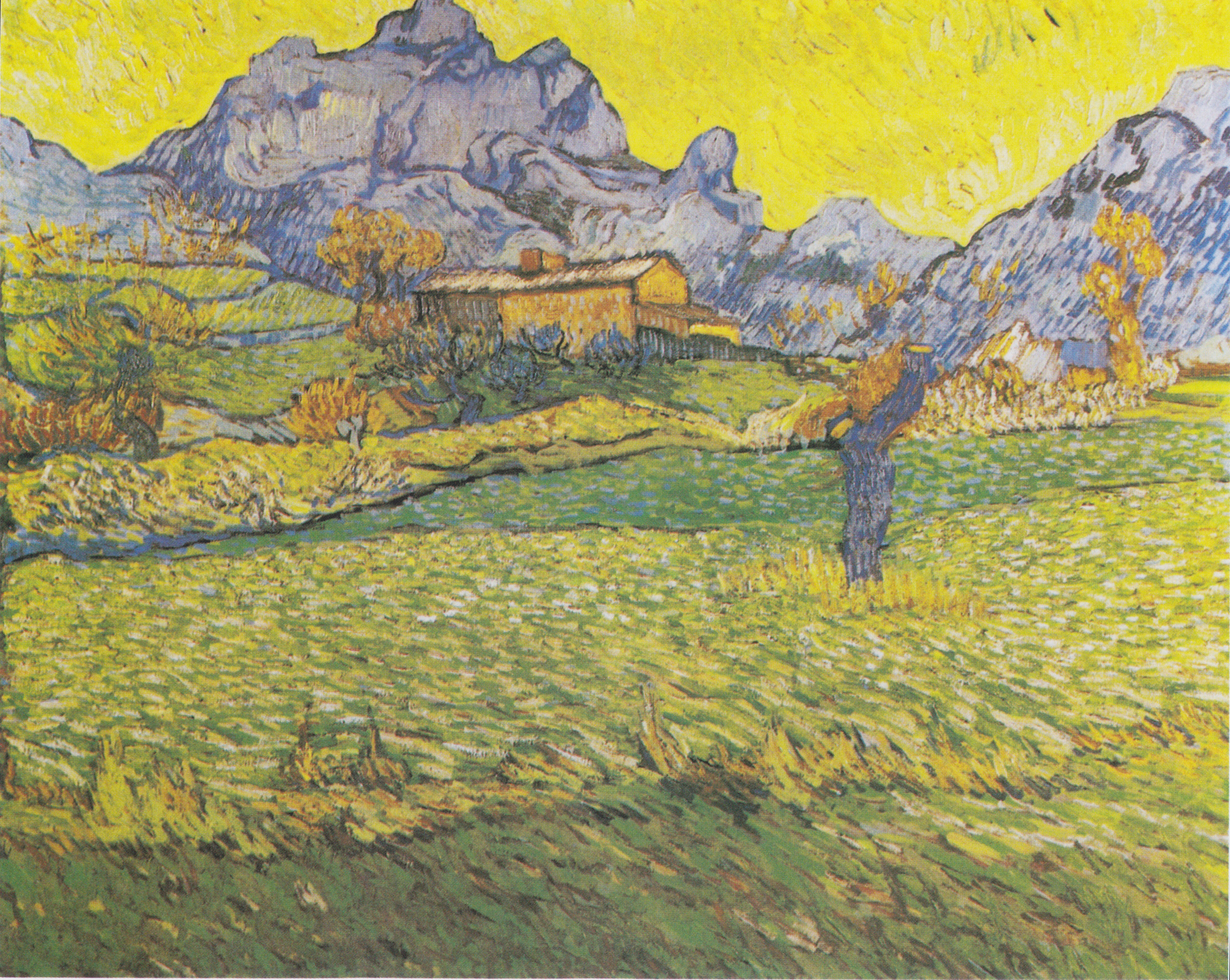
Vincent van Gogh, Le mont Gaussier avec le mas de Saint-Paul, 1889.

Nommé castellum Jaucerii dans un texte d'avril 1080, on en déduit que le lieu était habité à cette époque. De même, le cartulaire de Saint-Paul de Mausole cite, en août 1234, un castrum Gaucerium. On y a retrouvé des traces d'une enceinte, d'habitations, d'une citerne, ainsi que les bases d'une tour. Henri Rolland indique que le castrum « était protégé au nord par un simple mur barrant le défilé de la montagne, construit avec de gros blocs alignés en deux files limitant un blocage intérieur de terre et de pierres. » Une rue, remontant sans doute à la fin de l'Antiquité a été reconnue.  Il est construit sur la pointe de la crête rocheuse du mont et des traces d'habitat sont visibles au nord-nord-ouest et au sud.
Anne-Marie Durupt propose de voir dans une petite salle semi-troglodytique de 8 mètres sur 2 « l'emplacement d'une tour ou du castellum cité en 1080 ».

## Randonnée
Il est possible d'accéder au mont Gaussier depuis les ruines de Glanum ou depuis La Caume par le GR6 en grimpant par le sentier des échelles, qui date de 1935.

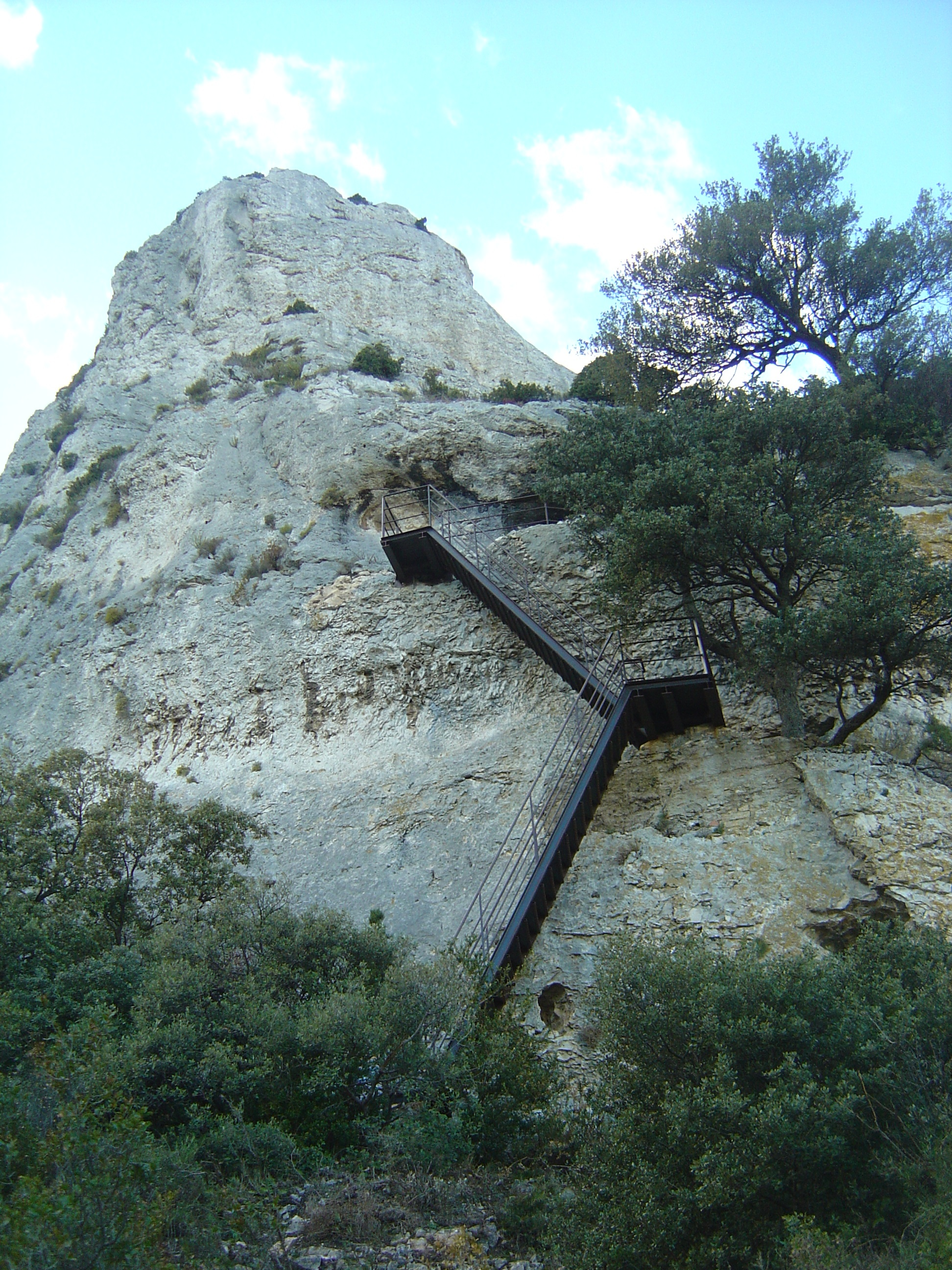
Sentier des échelles du mont Gaussier, rénové récemment.
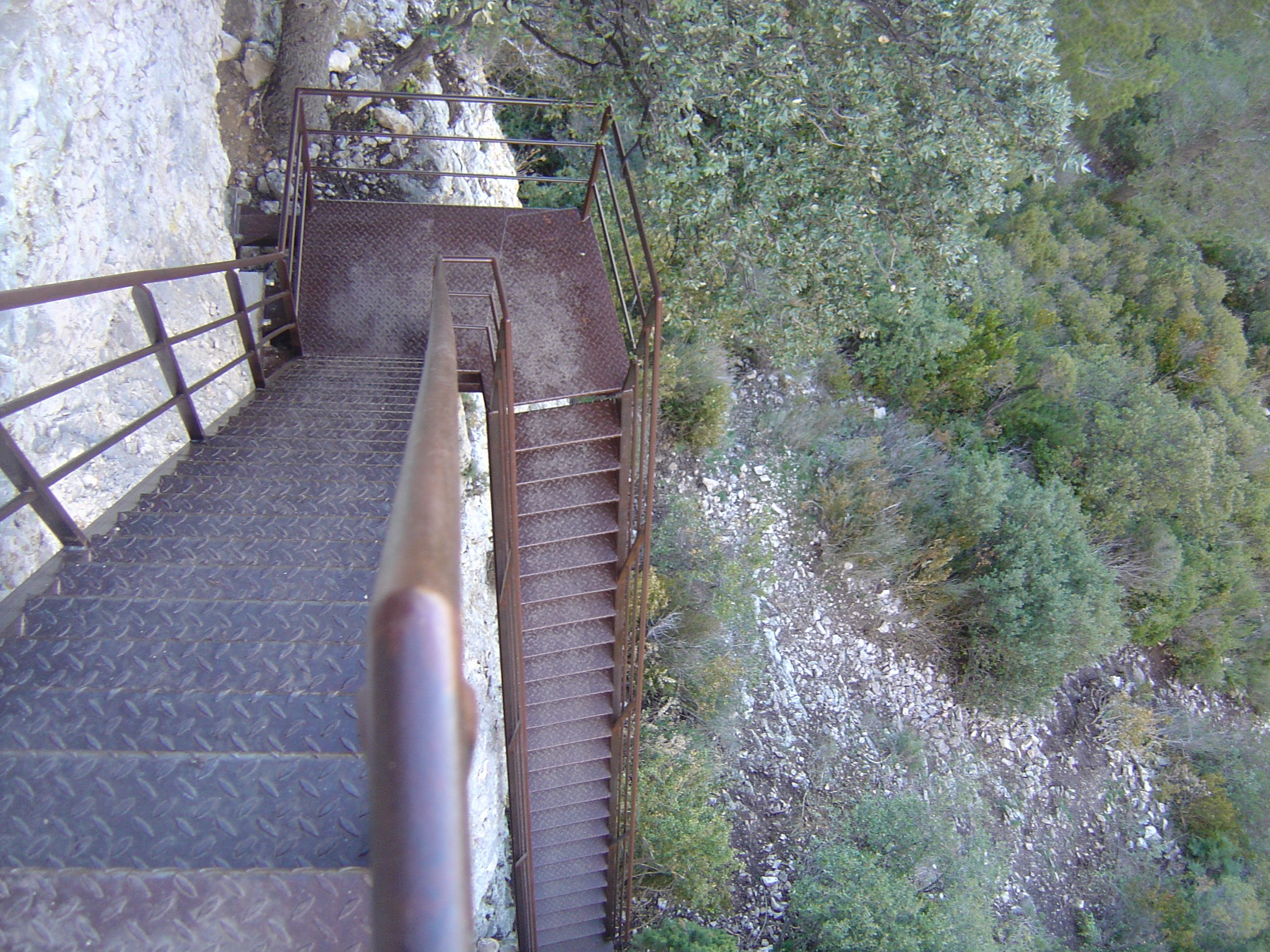
Sentier des échelles du mont Gaussier, rénové récemment en escaliers métalliques.
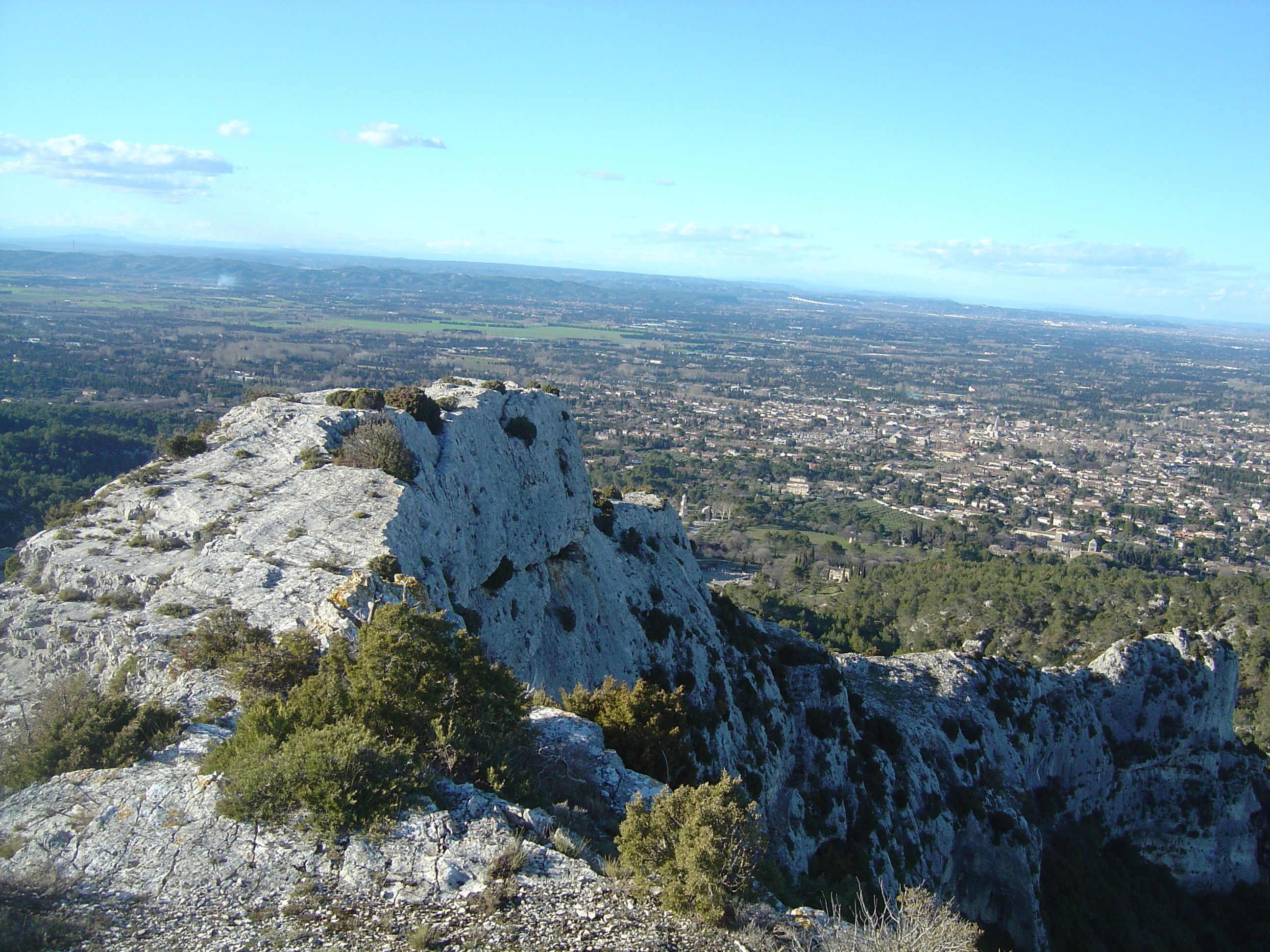
Le mont Gaussier domine Saint-Rémy-de-Provence.
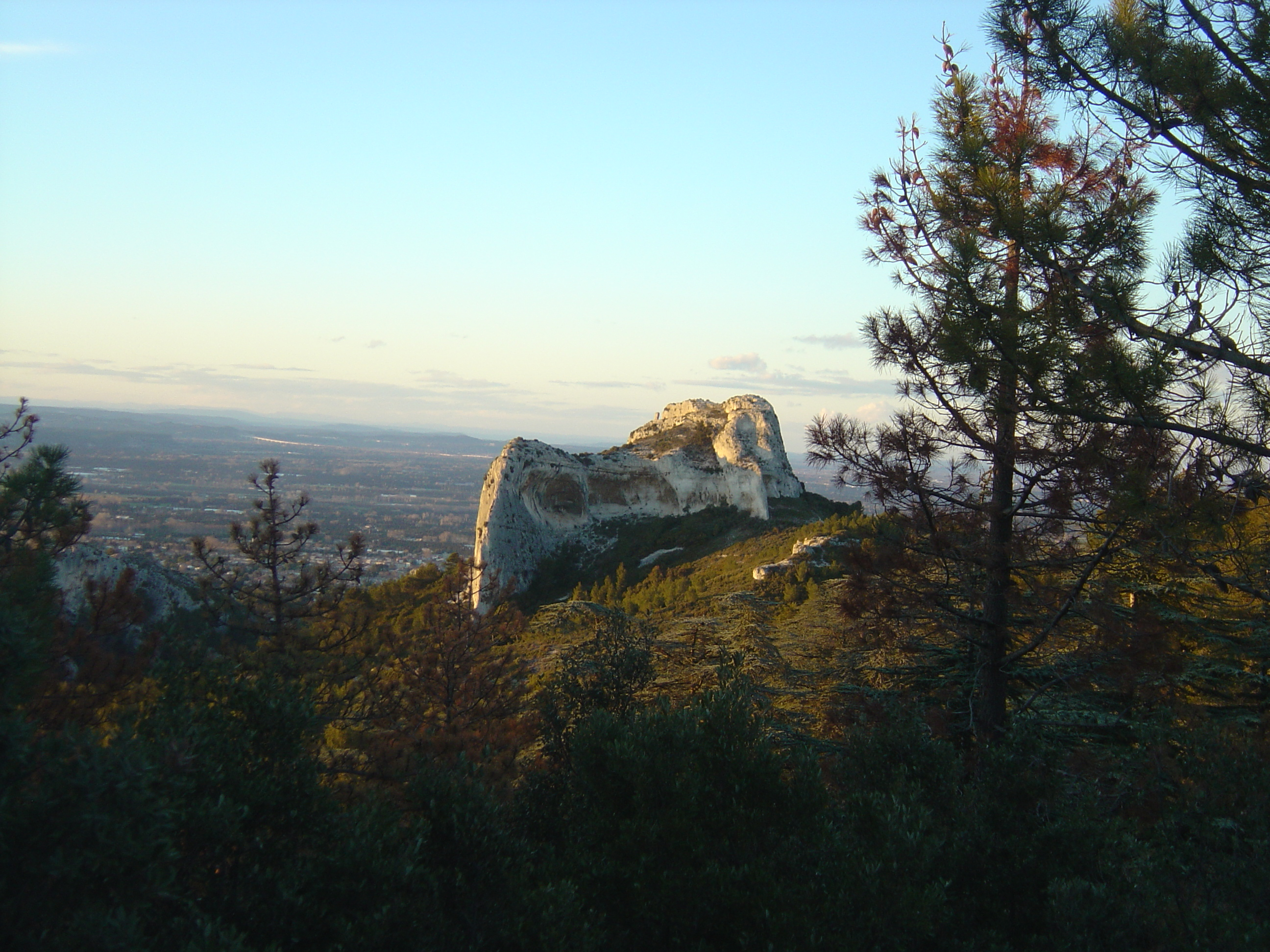
Le mont Gaussier vu depuis le Sud, dans la zone de La Caume.